# Lagoa (Algarve)
Lagoa ist eine Stadt (Cidade) und ein Kreis (Concelho) mit 7248 Einwohnern (Stand 30. Juni 2011) in der Region Algarve im Süden Portugals.

## Geschichte
Historischen Quellen zufolge wurden die ersten Siedlungen Lagoas am Rande eines kleinen Sees oder Teiches (Port.: Lagoa) errichtet, der später zur Gewinnung von Acker- und Bauland trockengelegt wurde.
Die Region Algarve wurde von den Mauren eingenommen, als diese im 8. Jahrhundert die iberische Halbinsel eroberten und die Westgoten verdrängten. Als das Gebiet im 13. Jahrhundert vom Norden her durch die Christen (Reconquista) zurückerobert wurde, erfolgte die Integration in den portugiesischen Staatenverband. Lagoa war Teil des Gebietes, das von Silves aus regiert wurde. Am 16. Januar 1773 wurden die Grenzen des neuen Landkreises (concelho) Lagoa durch Dekret von König Joseph I. festgelegt. Lagoa wurde im Jahr 2001 zur Stadt (Cidade) erhoben.

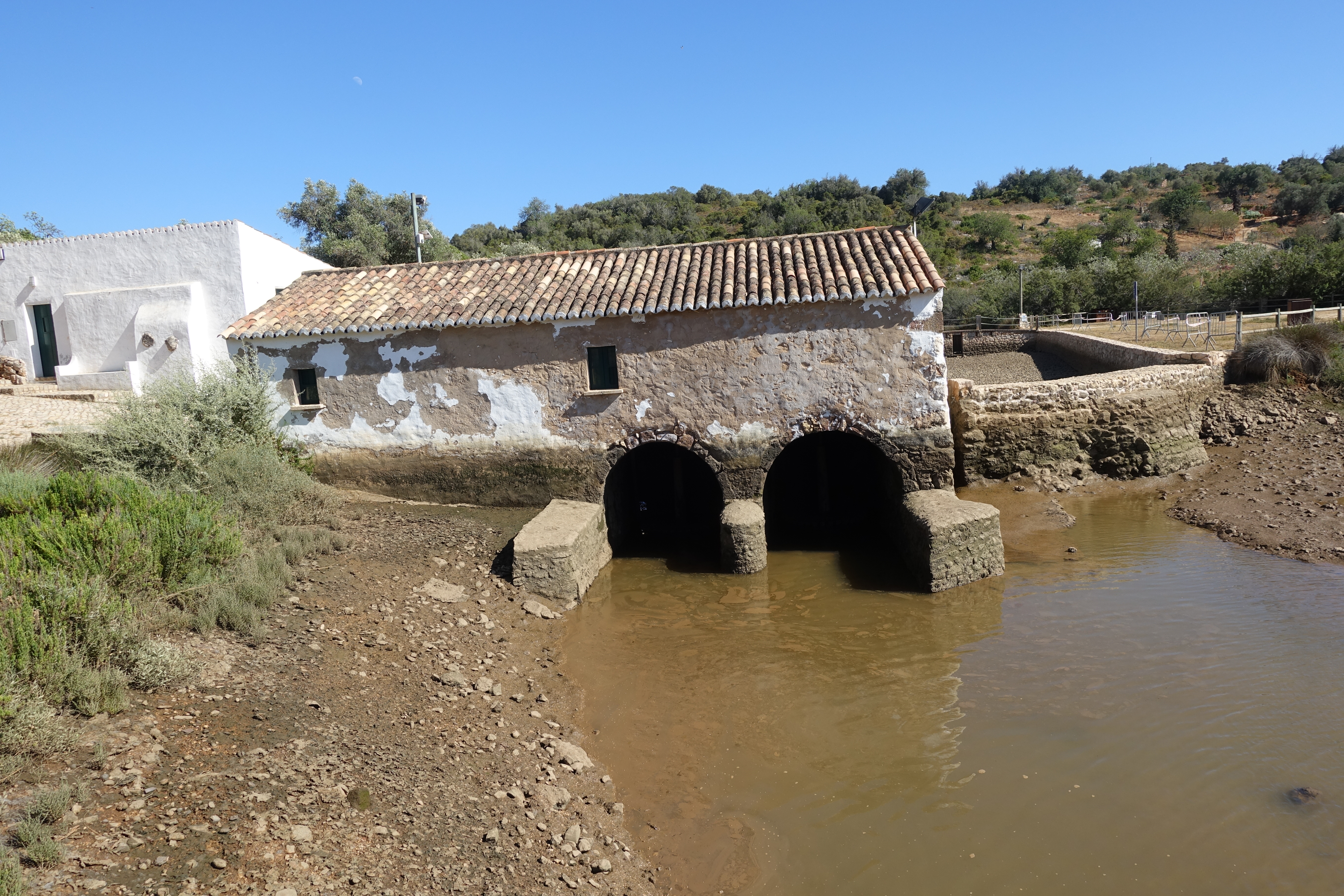
Gezeitenmühle im Parque Municipal do Sítio das Fontes

## Strände
Lagoa liegt an der Steilküste der Algarve; zwischen den Felsen liegen einzelne Buchten mit Sandstränden, darunter die Praia do Barranquinho, die Praia de Albandeira und die Praia da Estaquinha.

## Sport
Der Fußballverein GD Lagoa ist in Lagoa beheimatet.

## Verwaltung

### Kreis
Lagoa ist Verwaltungssitz eines gleichnamigen Kreises. Die Nachbarkreise sind (im Uhrzeigersinn im Norden beginnend): Silves und Portimão.
Mit der Gebietsreform im September 2013 wurden mehrere Gemeinden zu neuen Gemeinden zusammengefasst, sodass sich die Zahl der Gemeinden von zuvor sechs auf vier verringerte.
Die folgenden Gemeinden (freguesias) liegen im Kreis Lagoa:

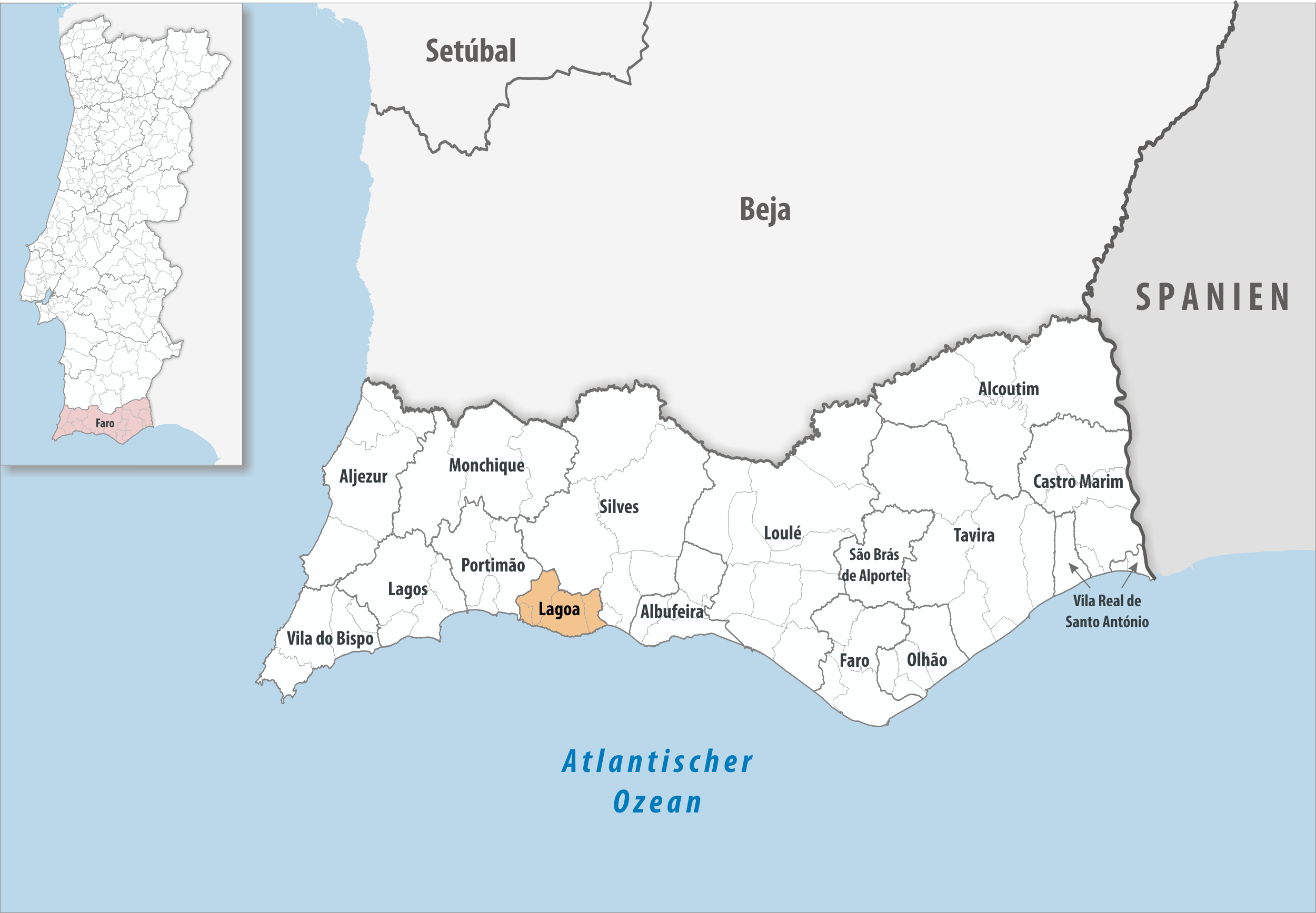
Kreis Lagoa

| Gemeinde              | Einwohner (2021) | Fläche km² | Dichte Einw./km² | LAU- Code |
| --------------------- | ---------------- | ---------- | ---------------- | --------- |
| Estômbar e Parchal    | 9.361            | 28,07      | 333              | 080607    |
| Ferragudo             | 1.973            | 5,41       | 365              | 080602    |
| Lagoa e Carvoeiro     | 10.141           | 39,13      | 259              | 080608    |
| Porches               | 2.250            | 15,64      | 144              | 080604    |
| Kreis Lagoa (Algarve) | 23.725           | 88,25      | 269              | 0806      |

### Bevölkerungsentwicklung
| Bevölkerung des Kreises Lagoa (1801–2004) | Bevölkerung des Kreises Lagoa (1801–2004) | Bevölkerung des Kreises Lagoa (1801–2004) | Bevölkerung des Kreises Lagoa (1801–2004) | Bevölkerung des Kreises Lagoa (1801–2004) | Bevölkerung des Kreises Lagoa (1801–2004) | Bevölkerung des Kreises Lagoa (1801–2004) | Bevölkerung des Kreises Lagoa (1801–2004) | Bevölkerung des Kreises Lagoa (1801–2004) |
| ----------------------------------------- | ----------------------------------------- | ----------------------------------------- | ----------------------------------------- | ----------------------------------------- | ----------------------------------------- | ----------------------------------------- | ----------------------------------------- | ----------------------------------------- |
| 1801                                      | 1849                                      | 1900                                      | 1930                                      | 1960                                      | 1981                                      | 1991                                      | 2001                                      | 2004                                      |
| 4913                                      | 8232                                      | 12.135                                    | 13.088                                    | 13.846                                    | 15.635                                    | 16.780                                    | 20.651                                    | 22.658                                    |

### Städtepartnerschaften
- Kap Verde: São Domingos (auf der Insel Santiago)
- Osttimor: Lospalos (in der Gemeinde Lautém, seit 2013)[5]
- Portugal: Lagoa (auf den Azoreninseln)
- Spanien: Lepe (in der Provinz Huelva)[6]

## Söhne und Töchter der Stadt
- Remexido (José Joaquim de Sousa Reis, 1796–1838), Widerstandskämpfer im Miguelistenkrieg
- João Bentes Castel-Branco (1850–1940), Autor und Mediziner
- Manuel João Paulo Rocha (1856–1918), Historiker
- Teófilo da Trindade (1856–1936), Militär, Politiker und Kolonialverwalter
- João António Mascarenhas Júdice (1898–1957), Historiker
- Hermínio da Palma Inácio (1922–2009), Widerstandskämpfer, führte 1961 mit der Operação Vagô die erste Flugzeugentführung der Geschichte durch
- Fernando Cabrita (1923–2014), Fußballspieler und -trainer
- Ernesto Melo Antunes (1933–1999), Offizier des MFA in der Nelkenrevolution
- Vasco Rocha Vieira (* 1939), Militär, letzter portugiesischer Gouverneur von Macau
- Pedro Martins (* 1990), Badmintonspieler